# Bernardo Atxaga
Bernardo Atxaga (pseudônimo de Joseba Irazu Garmendia; 27 de julho de 1951) é um escritor e tradutor basco. Suas obras foram traduzidas em muitas outras línguas, sendo o escritor basco mais lido e traduzido. Formou-se em Economia pela Universidade de Bilbau e Filosofia e Letras pela Universidade de Barcelona.
Membro Titular da Real Academia da Língua Basca desde 2006, em novembro de 2010 também foi nomeado membro da Jakiunde, Academia de Ciências, Artes e Letras. Atualmente vive na cidade de Zalduondo.

## Biografia
Atxaga nasceu em Asteasu, Guipúscoa, País Basco, em 1951. Ele recebeu um diploma em economia pela Universidade de Bilbao, e estudou filosofia na Universidade de Barcelona. Ele trabalhou como economista, livreiro, professor da língua basca, um editor e um roteirista de rádio até 1980, quando se dedicou completamente à escrita.
Seu primeiro texto foi publicado em 1972, em uma antologia de autores bascos. Seu primeiro conto, Ziutateaz ("Sobre A Cidade"), foi publicado em 1976. Sua primeira coleção de poesia, Etiopia ("Etiópia"), apareceu em 1978. Ele já escreveu peças de teatro, letras de canções, romances e contos. Seu livro de contos, Obabakoak ("Indivíduos e coisas do Obaba"), publicado em 1988, ele ganhou muita fama e vários prêmios, como Prêmio Nacional de Literatura da Espanha. Até agora, o livro já foi traduzido para mais de 20 idiomas.
Atxaga geralmente escreve na língua basca, Euskara, mas traduz suas obras em espanhol também. Seguindo o exemplo de Obabakoak , vários de seus outros trabalhos já foram traduzidos para outras línguas.

## Obras

### Romances
- Obabakoak (1988) (Inglês língua edição, traduzido por Margaret Jull Costa, publicado em 1992 por Hutchinson , em Londres)
- Behi euskaldun Baten memoriak ("Memórias de uma vaca Basco", Pamiela, 1991)
- Gizona bere bakardadean (Pamiela, 1993; "O homem solitário", versão em Inglês por Margaret Jull Costa , Harvill 1996)
- Zeru horiek (1996, "A Mulher solitária", versão em Inglês por Margaret Jull Costa, Harvill, 1999)
- Soinujolearen SEMEA (2003, "O Filho do Accordionist", versão Inglês por Margaret Jull Costa, Harvill Secker, 2007)
- Zazpi Etxe Frantzian (2009; "Sete Casas em França", versão Inglês por Margaret Jull Costa, Harvill Secker, 2011)
- Borrokaria (2012), "The Fighter", versão Inglês por Amaia Gabantxo, Etxepare Basco Instituto

### Contos
- Bi anai ("Dois Irmãos", Erein, 1985)
- Bi carta jaso nituen oso denbora gutxian ("Duas cartas", Erein, 1985)
- Henry Bengoa inventarium, Sugeak txoriari begiratzen dionean, Zeru horiek ("Henry Bengoa inventarium. quando a cobra olha para os pássaros, a mulher solitária", Erein, 1995)
- Sara izeneko gizona ("O homem chamado Sara", Pamiela, 1996)

### Poesia
- Etiopia ("Etiópia", Pott, 1978),
- Nueva Etiopia ("Novo Etiópia", Detursa, 1997)

### Livros infantis
- Chuck Aranberri dentista Baten etxean ("Chuck Aranberri em um dentista", Erein, 1985)
- Nikolasaren abenturak, Ramuntxo detektibe ("Aventuras de Nicholas, Ramuntxo Detective", Elkar 1979)
- Siberiako ipuin eta Kantak ("Histórias e Canções da Sibéria", Erein)
- Jimmy Potxolo, Antonino apreta, Asto morcego hipodromoan, Txitoen istorio, Flannery eta bere astakiloak (Elkar)
- Xolak badu lehoien berri (Erein, 1995),
- Xola eta basurdeak ("Xola e os Javalis", Erein 1996) - venceu a literatura infantil bascos do Prêmio en 1997
- Mundua eta Markoni ("O Mundo e Markoni", BBK fundazioa, 1995)

### Outros trabalhos
- Ziutateaz (1976)
- Lekuak (2005)